# Part 15 Titol 47 del CFR
La Part 15 Títol 47 del CFR és una part del títol 47 del codi de regulacions federals de l'organització FCC que opera en els EUA i estandartiza les transmissions de radiofreqüència sense llicència (de lliure ús). És una part del títol 47 del CFR i regula paràmetres elèctrics des de les emissions espúries a retransmissions de baixa potència sense llicència. La majoria de dispositius venuts als EUA radia emissions no intencionades i cal que verifiquin la Part 15 abans de poder-ne vendre o àdhuc publicitar dins el mercat dels EUA.

## Subparts de la norma
| Subparts | Descripció                                                   |
| -------- | ------------------------------------------------------------ |
| A        | General                                                      |
| B        | Radiadors no intencionats                                    |
| C        | Radiadors intencionats                                       |
| D        | Serveis de comunicacions personals sense llicència           |
| E        | Serveis de comunicacions nacionals sense llicència           |
| F        | Operació en banda ultra ampla                                |
| G        | Operació en PL(Power Line)                                   |
| H        | Dispositius que operen en banda de tv (també en espai blanc) |

### Subpart A—General
| Índex  | Descripció                                                             |
| ------ | ---------------------------------------------------------------------- |
| §15.1  | Camp de validesa d'aquesta part.                                       |
| §15.3  | Definicions.                                                           |
| §15.5  | Condicions Generals d'operació                                         |
| §15.7  | [Reservat]                                                             |
| §15.9  | Prohibició contra escoltes espia                                       |
| §15.11 | Referència creuada                                                     |
| §15.13 | Radiadors casuals                                                      |
| §15.15 | Requisits tècnics generals                                             |
| §15.17 | Susceptibilitat a interferències                                       |
| §15.19 | Requeriments d'etiquetatge                                             |
| §15.21 | Informació a usuaris                                                   |
| §15.23 | Dispositius construïts per l'usuari                                    |
| §15.25 | Kits.                                                                  |
| §15.27 | Accessoris especilas                                                   |
| §15.29 | Inspecció per la Commissió                                             |
| §15.31 | Normatives de mesura                                                   |
| §15.32 | Procediment de test de circuits de CPU i les seves fonts d'alimentació |
| §15.33 | Rang de freqüència de les Mesures de radiació                          |
| §15.35 | Funcions de detecció de mesura i amplada de banda                      |
| §15.37 | Provisió de transició pel compliment de les normes                     |
| §15.38 | Incorporació per referència.                                           |

### Subpart B—Radiadors no intencionats
| Índex   | Descripció                                                                   |
| ------- | ---------------------------------------------------------------------------- |
| §15.101 | Autorització d'equips de radiadors no intencionats                           |
| §15.102 | Circuits CPU i fonts d'alimentació usats en ordinadors personals             |
| §15.103 | Dispositius exempts                                                          |
| §15.105 | Informació a l'usuari                                                        |
| §15.107 | Límits d'emissions conduïdes                                                 |
| §15.109 | Límits d'emissions radiades                                                  |
| §15.111 | Límits de conducció de potència per a antenes de receptors                   |
| §15.113 | Sistemes de portadora Power line                                             |
| §15.115 | Dispositius d'interfície TV, incloent dispositius de sistemes per cable      |
| §15.117 | Receptors de retransmissió de TV                                             |
| §15.118 | Equips electrònis de consum per cable                                        |
| §15.119 | [Reservat]                                                                   |
| §15.120 | Tecnologia de blocatge de programes, requeriments per receptors de televisió |
| §15.121 | Receptors d'escombrat i convertidors de freqüència                           |
| §15.122 | [Reservat]                                                                   |
| §15.123 | Etiquetatge de productes de cable digital                                    |

### Subpart C—Radiadors intencionats
| Índex   | Descripció                                         |
| ------- | -------------------------------------------------- |
| §15.201 | Requeriments d'autorització d'equips               |
| §15.202 | Rang de freqüències d'operació certificat          |
| §15.203 | Requeriments d'antena                              |
| §15.204 | Modificacions d'antena i amplificadors de potència |
| §15.205 | Operació de les bandes restringides                |
| §15.207 | Límits d'emissions conduïdes                       |
| §15.209 | Límits d'emissions radiades                        |
| §15.211 | Sistemes de ràdio Túnel                            |
| §15.212 | Transmissors modulars                              |
| §15.213 | Equips de cable                                    |
| §15.214 | Telèfons sense cable                               |

### Subpart D—Dispositius de servei de comunicacions personlas sense llicència
| Índex   | Descripció                                                                  |
| ------- | --------------------------------------------------------------------------- |
| §15.301 | Camp de validesa.                                                           |
| §15.303 | Definicions.                                                                |
| §15.305 | Requeriment d'autorització d'equips                                         |
| §15.307 | [Reservat]                                                                  |
| §15.309 | Referència creuada                                                          |
| §15.313 | Procediment de mesura                                                       |
| §15.315 | Límits d'emissions conduïdes                                                |
| §15.317 | Requeriments d'antena                                                       |
| §15.319 | Requisits tècnics generals                                                  |
| §15.321 | [Reservat]                                                                  |
| §15.323 | Requeriments específics per dispositius que operen a la banda 1920-1930 MHz |

### Subpart E—Dispositius d'infraesructura d'informació sense llicència
| Índex   | Descripció                 |
| ------- | -------------------------- |
| §15.401 | Camp de validesa.          |
| §15.403 | Definicions.               |
| §15.405 | Referència creuada         |
| §15.407 | Requisits tècnics generals |